# مریدیان (پنسیلوانیا)
مریدیان (به انگلیسی: Meridian) یک منطقهٔ مسکونی در ایالات متحده آمریکا است که در شهرستان باتلر، پنسیلوانیا واقع شده‌است. مریدیان ۷٫۳۱ کیلومتر مربع مساحت و ۳٬۸۸۱ نفر جمعیت دارد.